# Daniela Hantuchová
Daniela Hantuchová (pronunciat [ˈdanɪjɛla ˈɦantuxɔva:], Poprad, Txecoslovàquia, 23 d'abril de 1983) és una jugadora de tennis professional eslovaca retirada.
Amb set títol individuals i el cinquè lloc en el rànquing mundial va esdevenir la tennista eslovaca més destacada de la seva història. En el seu palmarès destaca especialment haver completat el Grand Slam en categoria de dobles mixts, cadascun amb un company diferent, esdevenint tot just la cinquena dona en aconseguir aquesta fita. Individualment va destacar l'any 2002 quan va guanyar el primer títol del seu palmarès a Indian Wells esdevenint la tennista amb menys rànquing en guanyar aquest torneig vencent a Martina Hingis. També va formar part de l'equip eslovac de la Copa Federació de tennis que va guanyar el seu únic títol l'any 2005.
Els seus títols de Grand Slam en dobles mixts són: Wimbledon amb Leoš Friedl (2001), Open d'Austràlia amb Kevin Ullyett (2002), Roland Garros amb Fabrice Santoro (2005) i US Open amb Mahesh Bhupathi (2005). També fou finalista en dobles femenins a l'Open d'Austràlia (2002 i 2009) amb Arantxa Sánchez Vicario i Ai Sugiyama com a parella respectivament, i al Roland Garros (2009) amb Sugiyama novament.
Durant el transcurs del torneig de Wimbledon de 2017 va anunciar la seva retirada malgrat no poder disputar el torneig.

## Torneigs de Grand Slam

### Dobles femenins: 3 (0−3)
| Resultat  | Núm. | Any  | Torneig              | Parella                 | Oponents                       | Marcador         |
| --------- | ---- | ---- | -------------------- | ----------------------- | ------------------------------ | ---------------- |
| Finalista | 1.   | 2002 | Open d'Austràlia     | Arantxa Sánchez Vicario | Martina Hingis Anna Kúrnikova  | 2−6, 7−6(4), 1−6 |
| Finalista | 2.   | 2006 | Roland Garros        | Ai Sugiyama             | Lisa Raymond Samantha Stosur   | 3−6, 2−6         |
| Finalista | 3.   | 2009 | Open d'Austràlia (2) | Ai Sugiyama             | Serena Williams Venus Williams | 3−6, 3−6         |

### Dobles mixts: 5 (4−1)
| Resultat   | Núm. | Any  | Torneig          | Parella         | Oponents                          | Marcador      |
| ---------- | ---- | ---- | ---------------- | --------------- | --------------------------------- | ------------- |
| Guanyadora | 1.   | 2001 | Wimbledon        | Leoš Friedl     | Liezel Huber Mike Bryan           | 4−6, 6−3, 6−2 |
| Guanyadora | 2.   | 2002 | Open d'Austràlia | Kevin Ullyett   | Paola Suárez Gastón Etlis         | 6−3, 6−2      |
| Finalista  | 1.   | 2002 | Wimbledon        | Kevin Ullyett   | Elena Likhovtseva Mahesh Bhupathi | 2−6, 6−1, 1−6 |
| Guanyadora | 3.   | 2005 | Roland Garros    | Fabrice Santoro | Martina Navrátilová Leander Paes  | 3−6, 6−3, 6−2 |
| Guanyadora | 4.   | 2005 | US Open          | Mahesh Bhupathi | Katarina Srebotnik Nenad Zimonjić | 6−4, 6−2      |

## Biografia
Hantuchová va néixer a Poprad, a l'antiga Txecoslovàquia i actualment Eslovàquia, filla d'Igor i Marianna, informàtic teòric i toxicòloga respectivament. La seva àvia Helena, antiga campiona nacional de tennis, la va introduir al món del tennis. Els seus pares es van separar l'any 2003 i això la va afectar psicològicament, tenint resultats temporalment negatius i fins i tot plorant a la pista. També va tenir problemes de pes fins al punt de ser sospitosa de patir anorèxia.
Parla amb fluïdesa eslovac, txec, anglès i alemany, i també parla una mica de croat i italià.
Degut al seu físic és considerada una "sex symbol" i ha realitzat diversos treballs com a model. L'any 2009 va aparèixer en la revista Sports Illustrated (Swimsuit Issue) acompanyada de les també tennistes Maria Kirilenko i Tatiana Golovin. El juliol de 2012 va aparèixer nua en l'edició "The Body Issue" de ESPN The Magazine.

## Palmarès

### Individual: 16 (7−9)
| Abans de 2009                | Després de 2009         |
| ---------------------------- | ----------------------- |
| Grand Slam (0−0)             |                         |
| WTA Tour Championships (0−0) |                         |
| Tier I (2−1)                 | Premier Mandatory (0−0) |
| Tier II (1−4)                | Premier 5 (0−0)         |
| Tier III (0−1)               | Premier (0−1)           |
| Tier IV i V (0−0)            | International (4−1)     |

| Títols per superfície |
| --------------------- |
| Dura (6−7)            |
| Gespa (1−2)           |
| Terra batuda (0−0)    |

| Resultat   | Núm. | Data                   | Torneig                        | Superfície | Oponent                   | Marcador         |
| ---------- | ---- | ---------------------- | ------------------------------ | ---------- | ------------------------- | ---------------- |
| Guanyadora | 1.   | 16 de març de 2002     | Indian Wells, Estats Units     | Dura       | Martina Hingis            | 6−3, 6−4         |
| Finalista  | 1.   | 13 d'octubre de 2002   | Filderstadt, Alemanya          | Dura (i)   | Kim Clijsters             | 6−4, 3−6, 4−6    |
| Finalista  | 2.   | 19 de juny de 2004     | Eastbourne, Regne Unit         | Gespa      | Svetlana Kuznetsova       | 6−2, 6−7(2), 4−6 |
| Finalista  | 3.   | 14 d'agost de 2005     | Los Angeles, Estats Units      | Dura       | Kim Clijsters             | 4−6, 1−6         |
| Finalista  | 4.   | 22 d'octubre de 2006   | Zuric, Suïssa                  | Dura (i)   | Maria Xaràpova            | 1−6, 6−4, 3−6    |
| Guanyadora | 2.   | 17 de març de 2007     | Indian Wells (2)               | Dura       | Svetlana Kuznetsova       | 6−3, 6−4         |
| Finalista  | 5.   | 16 de setembre de 2007 | Bali, Indonèsia                | Dura       | Lindsay Davenport         | 4−6, 6−3, 2−6    |
| Finalista  | 6.   | 30 de setembre de 2007 | Ciutat de Luxemburg, Luxemburg | Dura (i)   | Ana Ivanović              | 6−3, 4−6, 4−6    |
| Guanyadora | 3.   | 28 d'octubre de 2007   | Linz, Àustria                  | Dura (i)   | Patty Schnyder            | 6−4, 6−2         |
| Finalista  | 7.   | 7 de març de 2010      | Monterrey, Mèxic               | Dura       | Anastassia Pavliutxénkova | 6−1, 1−6, 0−6    |
| Guanyadora | 4.   | 13 de febrer de 2011   | Pattaya, Tailàndia             | Dura       | Sara Errani               | 6−0, 6−2         |
| Finalista  | 8.   | 12 de juny de 2011     | Birmingham, Regne Unit         | Gespa      | Sabine Lisicki            | 3−6, 2−6         |
| Finalista  | 9.   | 7 de gener de 2012     | Brisbane, Austràlia            | Dura       | Kaia Kanepi               | 2−6, 1−6         |
| Guanyadora | 5.   | 12 de febrer de 2012   | Pattaya (2)                    | Dura       | Maria Kirilenko           | 6−7(4), 6−3, 6−3 |
| Guanyadora | 6.   | 16 de juny de 2013     | Birmingham                     | Gespa      | Donna Vekić               | 7−6(5), 6−4      |
| Guanyadora | 7.   | 15 de febrer de 2015   | Pattaya (3)                    | Dura       | Ajla Tomljanović          | 3−6, 6−3, 6−4    |

### Dobles femenins: 21 (9−12)
| Abans de 2009                | Després de 2009         |
| ---------------------------- | ----------------------- |
| Grand Slam (0−3)             |                         |
| WTA Tour Championships (0−0) |                         |
| Tier I (1−3)                 | Premier Mandatory (1−0) |
| Tier II (4−4)                | Premier 5 (0−1)         |
| Tier III (2−0)               | Premier (0−1)           |
| Tier IV i V (1−0)            | International (0−0)     |

| Títols per superfície |
| --------------------- |
| Dura (6−8)            |
| Gespa (1−0)           |
| Terra batuda (2−4)    |

| Resultat   | Núm. | Data                 | Torneig                        | Superfície   | Parella                 | Oponents                              | Marcador            |
| ---------- | ---- | -------------------- | ------------------------------ | ------------ | ----------------------- | ------------------------------------- | ------------------- |
| Guanyadora | 1.   | 29 d'octubre de 2000 | Bratislava, Eslovàquia         | Dura (i)     | Karina Habšudová        | Petra Mandula Patricia Wartusch       | Renúncia            |
| Guanyadora | 2.   | 28 d'octubre de 2001 | Ciutat de Luxemburg, Luxemburg | Dura (i)     | Elena Bovina            | Bianka Lamade Patty Schnyder          | 6−3, 6−3            |
| Finalista  | 1.   | 27 de gener de 2002  | Open d'Austràlia, Austràlia    | Dura         | Arantxa Sánchez Vicario | Anna Kúrnikova Martina Hingis         | 2−6, 7−6(4), 1−6    |
| Guanyadora | 3.   | 14 d'abril de 2002   | Amelia Island, Estats Units    | Terra batuda | Arantxa Sánchez Vicario | María Emilia Salerni Åsa Svensson     | 6−4, 6−2            |
| Finalista  | 2.   | 5 de maig de 2002    | Hamburg, Alemanya              | Terra batuda | Arantxa Sánchez Vicario | Martina Hingis Barbara Schett         | 1−6, 1−6            |
| Finalista  | 3.   | 12 de maig de 2002   | Berlín, Alemanya               | Terra batuda | Arantxa Sánchez Vicario | Ielena Deméntieva Janette Husárová    | 6−0, 6−7(3), 2−6    |
| Finalista  | 4.   | 4 d'agost de 2002    | San Diego, Estats Units        | Dura         | Ai Sugiyama             | Ielena Deméntieva Janette Husárová    | 2−6, 4−6            |
| Finalista  | 5.   | 11 d'agost de 2002   | Los Angeles, Estats Units      | Dura         | Ai Sugiyama             | Kim Clijsters Jelena Dokić            | 3−6, 3−6            |
| Guanyadora | 4.   | 24 d'agost de 2002   | New Haven, Estats Units        | Dura         | Arantxa Sánchez Vicario | Tathiana Garbin Janette Husárová      | 6−3, 1−6, 7−5       |
| Guanyadora | 5.   | 12 de juny de 2005   | Birmingham, Regne Unit         | Herba        | Ai Sugiyama             | Eleni Daniïlidu Jennifer Russell      | 6−2, 6−3            |
| Finalista  | 6.   | 7 d'agost de 2005    | San Diego, Estats Units        | Dura         | Ai Sugiyama             | Conchita Martínez V. Ruano Pascual    | 7−6(7), 1−6, 5−7    |
| Guanyadora | 6.   | 9 d'octubre de 2005  | Filderstadt, Alemanya          | Dura (i)     | Anastassia Mískina      | Květa Peschke Francesca Schiavone     | 6−0, 3−6, 7−5       |
| Finalista  | 7.   | 23 d'octubre de 2005 | Zuric, Suïssa                  | Dura (i)     | Ai Sugiyama             | Cara Black Rennae Stubbs              | 7−6(6), 6−7(4), 3−6 |
| Guanyadora | 7.   | 4 de març de 2006    | Doha, Qatar                    | Dura         | Ai Sugiyama             | Ting Li Sun Tiantian                  | 6−4, 6−4            |
| Guanyadora | 8.   | 21 de maig de 2006   | Roma, Itàlia                   | Terra batuda | Ai Sugiyama             | Květa Peschke Francesca Schiavone     | 3−6, 6−3, 6−1       |
| Finalista  | 8.   | 10 de juny de 2006   | Roland Garros, França          | Terra batuda | Ai Sugiyama             | Lisa Raymond Samantha Stosur          | 3−6, 2−6            |
| Finalista  | 9.   | 13 d'agost de 2006   | Los Angeles (2)                | Dura         | Ai Sugiyama             | V. Ruano Pascual Paola Suárez         | 3−6, 4−6            |
| Finalista  | 10.  | 31 de gener de 2009  | Open d'Austràlia (2)           | Dura         | Ai Sugiyama             | Serena Williams Venus Williams        | 3−6, 3−6            |
| Finalista  | 11.  | 9 de maig de 2009    | Roma                           | Terra batuda | Ai Sugiyama             | Hsieh Su-wei Peng Shuai               | 5−7, 6−7(5)         |
| Finalista  | 12.  | 3 d'octubre de 2009  | Tòquio, Japó                   | Dura (i)     | Ai Sugiyama             | Alissa Kleibànova Francesca Schiavone | 4−6, 2−6            |
| Guanyadora | 9.   | 3 d'abril de 2011    | Miami, Estats Units            | Dura         | Agnieszka Radwańska     | Liezel Huber Nàdia Petrova            | 7−6(5), 2−6, [10−8] |

### Dobles mixts: 5 (4−1)
| Resultat   | Núm. | Data                | Torneig                     | Superfície   | Parella         | Oponents                          | Marcador      |
| ---------- | ---- | ------------------- | --------------------------- | ------------ | --------------- | --------------------------------- | ------------- |
| Guanyadora | 1.   | 25 de juny de 2001  | Wimbledon, Regne Unit       | Herba        | Leoš Friedl     | Liezel Huber Mike Bryan           | 4−6, 6−3, 6−2 |
| Guanyadora | 2.   | 14 de gener de 2002 | Open d'Austràlia, Austràlia | Dura         | Kevin Ullyett   | Paola Suárez Gastón Etlis         | 6−3, 6−2      |
| Finalista  | 1.   | 24 de juny de 2002  | Wimbledon                   | Herba        | Kevin Ullyett   | Elena Likhovtseva Mahesh Bhupathi | 2−6, 6−1, 1−6 |
| Guanyadora | 3.   | 23 de maig de 2005  | Roland Garros, França       | Terra batuda | Fabrice Santoro | Martina Navrátilová Leander Paes  | 3−6, 6−3, 6−2 |
| Guanyadora | 4.   | 29 d'agost de 2005  | US Open, Estats Units       | Dura         | Mahesh Bhupathi | Katarina Srebotnik Nenad Zimonjić | 6−4, 6−2      |

### Equips: 3 (2−1)
| Resultat   | Núm. | Data                    | Torneig                               | Superfície | Equip                                           | Oponents                                                          | Marcador |
| ---------- | ---- | ----------------------- | ------------------------------------- | ---------- | ----------------------------------------------- | ----------------------------------------------------------------- | -------- |
| Guanyadora | 1.   | 2−3 de novembre de 2002 | Copa Federació, Gran Canaria, Espanya | Dura (i)   | Janette Husárová Henrieta Nagyova Martina Sucha | Conchita Martínez V. Ruano Pascual A. Sánchez Vicario Magui Serna | 3−1      |
| Finalista  | 1.   | 10 de gener de 2004     | Copa Hopman, Perth, Austràlia         | Dura (i)   | Karol Kučera                                    | Lindsay Davenport James Blake                                     | 1−2      |
| Guanyadora | 2.   | 8 de gener de 2005      | Copa Hopman, Perth, Austràlia         | Dura (i)   | Dominik Hrbatý                                  | Gisela Dulko Guillermo Coria                                      | 3−0      |

## Trajectòria

### Individual
| Open d'Austràlia | Q2          | 1R          | 3R          | QF          | 2R          | 3R          | 4R          | 4R          | SF          | 3R          | 3R          | 1R          | 3R    | 1R          | 3R          | 2R          | 1R  | Q2  | 0 / 16    | 29 − 16   |
| Roland Garros | A           | 2R          | 4R          | 2R          | 1R          | 3R          | 4R          | 3R          | A           | 1R          | 4R          | 4R          | A     | 1R          | 3R          | 1R          | 1R  | A   | 0 / 14    | 20 − 14   |
| Wimbledon | Q2          | 2R          | QF          | 2R          | 3R          | 3R          | 4R          | 4R          | 2R          | 4R          | 2R          | 3R          | 1R    | 1R          | 1R          | 2R          | 1R  | A   | 0 / 16    | 24 − 16   |
| US Open | Q2          | 1R          | QF          | 3R          | 3R          | 3R          | 2R          | 1R          | 1R          | 4R          | 3R          | 1R          | 1R    | QF          | 2R          | 1R          | A   | –   | 0 / 15    | 21 − 15   |
| Jocs Olímpics | A           | No celebrat | No celebrat | No celebrat | 2R          | No celebrat | No celebrat | No celebrat | 2R          | No celebrat | No celebrat | No celebrat | 3R    | No celebrat | No celebrat | No celebrat | A   | NC  | 0 / 3     | 4 − 3     |
| WTA Championships | A           | A           | 1R          | A           | A           | A           | A           | RR          | A           | A           | A           | A           | A     | A           | A           | A           | A   | –   | 0 / 2     | 1 − 3     |
| Tournament of Champions | No celebrat | No celebrat | No celebrat | No celebrat | No celebrat | No celebrat | No celebrat | No celebrat | No celebrat | A           | 4a          | QF          | RR    | A           | A           | A           | A   | –   | 0 / 3     | 1 − 6     |
| Total Victòries–Derrotes | 7−8         | 22−17       | 54−26       | 29−25       | 25−27       | 40−26       | 38−24       | 54−28       | 22−20       | 39−26       | 35−25       | 41−29       | 26−24 | 26−25       | 15−25       | 16−19       | 1−9 | 2−1 | 492 – 385 | 492 – 385 |
| Rànquing a final d'any | 108         | 37          | 8           | 19          | 31          | 19          | 18          | 9           | 21          | 24          | 30          | 24          | 32    | 33          | 64          | 81          | 228 | –   |           |           |
| Llegenda: G: Guanyadora; F: Finalista; SF: Semifinalista; QF: Quarts de final; Q: Qualificació; A: Absent; RR: Round Robin; |             |             |             |             |             |             |             |             |             |             |             |             |       |             |             |             |     |     |           |           |

### Dobles femenins
| Open d'Austràlia | A   | 1R          | F           | QF          | 1R   | QF          | 3R          | QF          | 3R    | F           | A           | A           | 3R    | 1R          | 3R          | 2R          | A   | 0 / 13    | 28 − 13   |
| Roland Garros | A   | 3R          | 1R          | SF          | 2R   | 2R          | F           | A           | A     | 3R          | 2R          | 1R          | A     | 1R          | 1R          | 3R          | A   | 0 / 12    | 18 − 12   |
| Wimbledon | A   | 3R          | 2R          | 2R          | 2R   | QF          | 1R          | 1R          | A     | 2R          | 3R          | 3R          | 2R    | 2R          | 2R          | 2R          | 1R  | 0 / 15    | 17 − 15   |
| US Open | A   | 1R          | 1R          | 3R          | 1R   | 3R          | 2R          | 3R          | 3R    | 3R          | 2R          | SF          | 1R    | 1R          | 1R          | A           | A   | 0 / 14    | 16 − 14   |
| Jocs Olímpics | A   | No celebrat | No celebrat | No celebrat | 1R   | No celebrat | No celebrat | No celebrat | 1R    | No celebrat | No celebrat | No celebrat | 3R    | No celebrat | No celebrat | No celebrat | A   | 0 / 3     | 0 − 3     |
| Total Victòries–Derrotes | 3−5 | 19−14       | 36−18       | 17−19       | 9−21 | 37−17       | 30−15       | 15−7        | 13−11 | 25−14       | 6−6         | 20−11       | 11−17 | 18−21       | 9−15        | 8−9         | 1−4 | 287 – 233 | 287 – 233 |
| Rànquing a final d'any | 192 | 56          | 8           | 28          | 62   | 13          | 13          | 44          | 54    | 13          | 93          | 18          | 66    | 49          | 87          | 82          | 543 |           |           |
| Llegenda: G: Guanyadora; F: Finalista; SF: Semifinalista; QF: Quarts de final; Q: Qualificació; A: Absent; RR: Round Robin; |     |             |             |             |      |             |             |             |       |             |             |             |       |             |             |             |     |           |           |

### Dobles mixts
| Open d'Austràlia | A | G  | SF | 2R | 1R | A | 1R | A | A | 2R | A  | A  | 2R | QF | 1 / 8 | 13 − 7 |
| Roland Garros | A | QF | 1R | SF | G  | A | A  | A | A | A  | A  | A  | 2R | A  | 1 / 5 | 11 − 4 |
| Wimbledon | G | F  | 3R | 2R | A  | A | A  | A | A | A  | A  | 1R | 1R | A  | 1 / 6 | 13 − 5 |
| US Open | A | 2R | 1R | 1R | G  | A | A  | A | A | 1R | 2R | 1R | A  | A  | 1 / 6 | 7 − 4  |
| Llegenda: G: Guanyadora; F: Finalista; SF: Semifinalista; QF: Quarts de final; Q: Qualificació; A: Absent; RR: Round Robin; |   |    |    |    |    |   |    |   |   |    |    |    |    |    |       |        |

## Guardons
- WTA Newcomer of the Year (2001)
- WTA Most Improved Player of the Year (2002)